# It Began in Afrika
It Began in Afrika is een nummer van The Chemical Brothers, uitgebracht op 11 september 2001 door het platenlabel Freestyle Dust. Het nummer behaalde de 8e positie in de UK Singles Chart.